# Sanatorio de Zofiówka
El Sanatorio de Zofiówka (en polaco: Zakład dla Nerwowo i Psychicznie Chorych Żydów Zofiówka) es un centro de salud mental cerrado en la ciudad de Otwock en Polonia, construido a principios del siglo XX.
La historia del viejo sanatorio judío comienza al principio del siglo XX. En aquel entonces, el tratamiento de los trastornos mentales en este tipo de institución estaba en sus inicios. Los primeros pasos en este campo se pusieron en Zehlendorf por los alemanes que, paradójicamente, cuarenta años más tarde contribuyeron a la destrucción del asilo en Otwock.